# Secretariado Unificado de la IV Internacional
El Secretariado Unificado de la IV Internacional es uno de los grupos que se consideran herederos[cita requerida] de la Cuarta Internacional fundada por León Trotski en 1938. Fue creado en 1963 por el impulso de Pierre Frank, Ernest Mandel y Joseph Hansen. Tiene secciones y grupos simpatizantes en más de 60 países.[cita requerida]
Ha recibido críticas por parte de otras organizaciones trotskistas por la participación de algunas de sus secciones nacionales en gobiernos de centroizquierda como el de Lula en Brasil, a través de coaliciones. Varias de sus secciones han abandonado conceptos como el de dictadura del proletariado por el de democracia socialista.

## Antecedentes históricos
Ver: Reunificación en 1963
El Secretariado Internacional de la Cuarta Internacional (SI) fue el órgano de gobierno de la Cuarta Internacional, fundada en 1938 por León Trotski. Sin embargo, en 1953, un número importante de dirigentes de diversas secciones nacionales de la Cuarta Internacional, quien representabam la mayoría de las secciones de Australia, Reino Unido, China, Francia, Nueva Zelanda, Suiza y los EE. UU (el Socialist Workers Party) se manifestaron contra las tácticas de entrismo en los partidos socialistas y comunistas defendidas por Michel Pablo, el líder principal del SI.
Estos desacuerdos entre los que apoyaban al entrismo, y por lo tanto la táctica oficial de la Internacional, y los sectores disidentes que defendía la construcción de partidos partidos revolucionarios independientes se convirtieron en una escisión que llevó, a fines de noviembre de 1953, a la suspensión de los partidos que habían formado el Comité Internacional de la Cuarta Internacional (CI-CI).
Durante la siguiente década la mayoría de las dos facciones habían desarrollado enfoques similares en gran parte de los problemas internacionales: la oposición al estalinismo en los levantamientos de Polonia y Hungría en 1956, el apoyo a la revolución cubana en 1959 y la independencia durante la guerra de Argelia. Al mismo tiempo, gran parte del Secretariado Internacional han renunciado la táctica del entrismo en los partidos comunistas como proponía Michel Pablo.
De ese modo, en 1960, las secciones del Secretariado Internacional y del Comité Internacional se reunieron en Chile, la India y Japón. En 1962, la convergencia política entre las mayorías de ambas organizaciones era bastante alta, por lo que se decidido que el Secretariado Internacional y el Comité Internacional establezcan un comité conjunto para preparar un Congreso que tuviera como objetivo la reunificación de la IV Internacional. De esa manera, en 1963, fue creado el Secretariado Unificado de la IV Internacional, con una nueva dirección compuesta por Pierre Frank, Ernest Mandel, Livio Maitan y Joseph Hansen.
Algunos grupos de ambos lados no son compatibles con este movimiento hacia la reunificación. En las filas del Secretariado Internacional se encuentra principalmente Juan Posadas, jefe del secretariado latinoamericano. Para él y su grupo, las revoluciones anticoloniales debe ser una prioridad para la Internacional, mientras que la mayoría del Secretariado Internacional pensaba en intensificar las actividades en Europa. Además, Posadas y Pablo desarrollaron diferentes reacciones ante la escisión del estalinismo: Posadas se inclinaba hacia Mao Zedong, mientras que Pablo se acercaba más a Nikita Khrushchev y Josip Broz Tito.
Los mismos problemas se producen en el Comité Internacional. En 1961 surgen tensiones, el Partido Comunista Internacionalista (PCI) en Francia y la Liga Socialista del Trabajo (SLL) en el Reino Unido sostienen que el estado obrero no se ha creado en Cuba, poniéndolos así en oposición directa al estadounidense SWP y otras secciones del Comité Internacional. En 1963, estas tensiones causan una división de esa organización. Por un lado en las secciones de Australia, China, Nueva Zelanda y en el SWP estadounidense se celebró un congreso que votó participar en el congreso de unificación. Por otra parte, Pierre Lambert del PCI y Gerry Healy del SLL llamaron a una "Conferencia Internacional de los trotskistas" para continuar la labor del Comité Internacional de forma independiente.

## Congreso de Reunificación
En junio de 1963, se celebró, en Roma, el Congreso de Reunificación que reunió a representantes de las secciones nacionales del Secretariado Internacional (SI) e del Comité Internacional (CI), quien representabam a una gran mayoría de los trotskistas del mundo.
Entre los grupos aún formaban parte del CI y del SI, solo la Socialist Labour League (Liga Socialista del Trabajo) (Organización británica dirigida por Gerry Healy) y la Organización Comunista Internacionalista (Organización francesa dirigida por Pierre Lambert) se negaron a participar. Antes de eso, en 1962, los partidarios de Posadas se desconectaron del SI.
El congreso eligió un nuevo equipo de liderazgo que incluía a Ernest Mandel, Pierre Frank, Livio Maitan y Joseph Hansen, quien se mudó a París para coeditar, junto con Pierre Frank, la Intercontinental Press (una revista de noticias semanal producida en nombre de la Cuarta Internacional entre 1963 y 1986).
El Congreso de Reunificación adoptó la resolución estratégica: Dynamics of World Revolution Today, redactada por Mandel y Hansen, que se convirtió en un documento fundamental para la Internacional durante las siguientes décadas. Según esa resolución: los tres campos de batalla de la revolución mundial serían: la lucha anticolonial en los países coloniales y semicoloniales; la lucha por la revolución política en estados obreros degenerados y deformados; y la lucha de por la revolución obrera en los países imperialistas; forman una unidad dialéctica. De esta manera, cada batalla influye en las otras y recibe a cambio poderosos impulsos o frenos de su propio desarrollo.
Antes de este congreso, la tendencia de Michel Pablo había sacado conclusiones más optimistas sobre el impacto de la desestalinización. Presentó una contrarresolución, pero solo obtuvo el apoyo de una minoría junto con algunos lugares en el Comité Ejecutivo Internacional.

## Congreso de 1965
Reflexionando sobre la Revolución Cubana, realizado sin un partido revolucionario, se concluye que "La debilidad del enemigo en los países atrasados ha abierto la posibilidad de llegar al poder con un instrumento desafilado". Este punto de vista se reforzó al año siguiente, a través de la resolución del Secretariado Unido sobre el carácter del gobierno argelino, redactada por Joseph Hansen.
En 1964, la corriente en torno al trotskista argentino Nahuel Moreno se unió al Secretariado Unificado de la IV Internacional, atrayendo a cientos de nuevos miembros de toda la América Latina.
El Congreso celebrado durante diciembre de 1965, en las Montañas Taunus en Alemania, fue testigo de un crecimiento de una radicalización internacional de estudiantes y jóvenes. La resolución principal sobre La situación internacional y las tareas de los marxistas revolucionarios centró las secciones en la solidaridad para las luchas antiimperialistas, como la de Vietnam, y la intervención en la radicalización de la juventud y la crisis del comunismo internacional. Se adoptaron otras resoluciones importantes sobre África, Europa occidental y la profundización de la división entre China y la Unión Soviética.
Ese congreso reconoció dos grupos simpatizantes en Gran Bretaña:
1. La Revolutionary Socialist League, más conocida como la Tendencia Militant, dirigida por Ted Grant, que actuó como una tendencia del Partido Laborista Británico, que se opuso a lo que consideraba la forma acrítica en que la Internacional apoyaba los movimientos de liberación anticolonial y abandonó la Internacional poco después; y
2. El International Marxist Group.

La resolución sobre "El conflicto sino-soviético y la situación en la URSS y los demás estados obreros": señaló la declinante autoridad del Kremlin tanto dentro de los partidos comunistas como con los movimientos antiimperialistas como los de Cuba y Argelia. Consideró la 'desestalinización' como una liberalización defensiva de la burocracia. La escisión chino-soviética fue vista como un reflejo de "las diferentes necesidades de las burocracias encabezadas por las dos direcciones (...). La búsqueda de acuerdos y sobre todo un acuerdo general con el imperialismo por parte de la burocracia soviética contradice la búsqueda de los líderes chinos de más ayuda y mejores defensas contra la fuerte presión del imperialismo".
Antes de ese congreso, Michel Pablo y sus seguidores se retiraron del Secretariado Unificado y, en 1965, formaron la Tendance Marxiste-révolutionnaire de la Quatrième Internationale (TMR4), que, en 1972, cambió su nombre a: Tendance marxiste-révolutionnaire internationale (TMRI). En 1994, la TMRI se reincorporó al Secretariado Unificado.

## Congreso de 1969
La Internacional creció sustancialmente en la década de 1960, junto con la mayoría de los otros grupos de izquierda.
En abril de 1969, se llevó a cabo, em Italia, el Noveno Congreso Mundial de la Cuarta Internacional, que reunió a 100 delegados y observadores de 30 países, incluidas nuevas secciones en Irlanda, Luxemburgo y Suecia y reconstruidas en Francia, México, España y Suiza. Adoptó una importante resolución sobre la profundización de la radicalización de los jóvenes. Durante los años siguientes sus secciones continuaron creciendo principalmente a través de campañas de oposición a la guerra de Vietnam, aunque la radicalización estudiantil y juvenil.
Se inició la discusión sobre la posible integración del grupo francés Lutte Ouvriere. En 1970, qué pasaría con la fusión con la sección francesa de Secretariado, la Ligue Communiste Révolutionnaire (LCR). Después de extensas discusiones, las dos organizaciones acordaron la base para una organización fusionada, pero la fusión no se completó. En 1976, las discusiones entre la LCR y Lutte Ouvriere volvieron a progresar. Las dos organizaciones comenzaron a producir un suplemento semanal común a sus periódicos, trabajo electoral común y otras campañas comunes.
Después de que la corriente dirigida por Pierre Lambert dejara el Comité Internacional de la Cuarta Internacional en 1971, su Comité Organizador por la Reconstrucción de la Cuarta Internacional (CORCI) abrió una discusión con el Secretariado Unificado.
En mayo de 1973, esta tendencia solicitó sin éxito participar en las discusiones para el Congreso de 1974, pero el Secretariado Unificado no tomó la carta al pie de la letra y pidió una aclaración. En septiembre de 1973, el CORCI respondió positivamente y el Secretariado Unificado acordó una respuesta positiva. Sin embargo, en la prisa de los preparativos para el Congreso de 1974, la carta del Secretariado Unificado no fue enviada, lo que llevó al grupo de Lambert a repetir su solicitud en septiembre de 1974 a través de un acercamiento al SWP de EE. UU. Al mes siguiente, el Secretariado Unificado organizó una reunión con el CORCI.
Sin embargo, las discusiones se desaceleró después que la Organisation Communiste Internationaliste, dirigida por Lambert, criticó a Ernest Mandel, que luego reconoció como un error. En 1976, nuevos esfuerzos del CORCI tuvieron éxito, cuando escribió con el objetivo de "fortalecer la fuerza de la Cuarta Internacional como una sola organización internacional".
Entretanto, estas discusiones se desaceleraron nuevamente en 1977 después de que los líderes de la Organisation Communiste Internationaliste declararon que tenía miembros dentro de la Ligue Communiste Révolutionnaire, la sección francesa del Secretariado Unificado.
El período de 1969 a 1976 fue el más tormentoso debido a una lucha de facciones por la centralidad de la guerra de guerrillas en América Latina y en otros lugares. El congreso de 1969 había adoptado un enfoque favorable a las tácticas de la guerra de guerrillas; sólo dos líderes de la Cuarta Internacional se opusieron a este enfoque en ese momento: Peng Shuzi y Nahuel Moreno.
En diciembre de 1972, Nahuel Moreno, Hugo Blanco Galdós, Peter Camejo, Joseph Hansen y Aníbal Lorenzo (Ernesto González) firmaron un documento titulado: "Argentina y Bolivia un Balance", como contribución a la discusión sobre América Latina en la reunión del Comité Ejecutivo del SU-CI, que criticaba las resoluciones a favor del énfasis en las luchas guerrilleras, aprobadas en el Congreso de 1969 del SU-CI.

## Congreso de 1974
En febrero de 1974, se realizó el Décimo Congreso Mundial en el que se realizó una importante votación sobre el tema de la lucha armada.
Antes de eso, en 1973, el Socialist Workers Party (EE. UU.), el Partido Socialista de los Trabajadores (PST) argentino y otros partidos habían formado la Fracción Leninista Trotskista (FLT), que trabajó exitosamente para convencer a la mayoría internacional de que anteriormente había apoyado las luchas guerrilleras con una orientación equivocada.
En 1973, para los debates previos al Décimo Congreso Mundial del SU-CI, Ernest Mandel presentó un documento titulado: “En defensa del leninismo, en defensa de la Cuarta Internacional”, en respuesta Nahuel Moreno, entoncés dirigente del Partido Socialista de los Trabajadores (Argentina), presentó el texto: “Un documento escandaloso”. En 1989 fue publicado con el título "El partido y la revolución (teoría, programa y política: polémicas con Mandel)."
El período anterior a este congreso, registró un mayor crecimiento, con organizaciones de 41 países. Según Pierre Frank:, "Participaron unos 250 delegados y delegados fraternos, que representaban a 48 secciones y organizaciones simpatizantes de 41 países. En comparación con el congreso anterior, la fuerza numérica de la Cuarta Internacional se había multiplicado por diez". Para cuando llegó el undécimo congreso, parecía haberse desarrollado un nuevo nivel de unidad en la Internacional.
En 1975, se publicó un documento interno del Partido Socialista de los Trabajadores de la
Argentina, escrito, en 1974, por Nahuel Moreno, conocido como "Memorándum para la respuesta del PST(A) al SU", que respondía a la campaña de críticas contra el PST que mantenía la mayoría del SU-CI (encabezada por Mandel), que mantenía una línea ultraizquierdista producto de la desviación guerrillerista y su defensa del PRT-ERP. Moreno explica exhaustivamente la política y consignas del PST en defensa de las libertades
democráticas contra las bandas fascistas y ante el peligro del golpe militar contra el gobierno
peronista, surgido del voto popular en 1973.
El 11 de febrero de 1977, Nahuel Moreno, como dirigente de la Tendencia Bolchevique del SU-QI y del Partido Socialista de los Trabajadores de la Argentina, publicó un documento criticando duramente a Mandel, titulado: Capitulación al “Eurocomunismo”.

## Congreso de 1979
Los años previos al Undécimo Congreso Mundial se observó una disminución del calor fraccional en las secciones del Secretariado Unificado.
En 1976, la organización internacional dirigida por Michel Pablo planteó la cuestión de la unidad, con una propuesta ambiciosa: de que ella y el Secretariado Unificado podrían eventualmente reunificarse en una nueva organización que comprendiera tendencias que eran o estaban evolucionando hacia el marxismo revolucionario. El Secretariado Unificado se sintió incapaz de seguir adelante con la propuesta. En 1995, la organización internacional dirigida por Pablo se reincorporó al Secretariado Unificado.
Em 1976, dos corrientes con raíces en el Comité Internacional de la Cuarta Internacional, organización dirigida por Gerry Healy: la Workers' Socialist League (Gran Bretaña), una escisión del Workers Revolutionary Party, liderada por Alan Thornett y la Socialist League (Australia) abrieron discusiones con el Secretariado Unificado. Ambas corrientes, posteriormente, se fusionarían con las secciones de la Internacional en sus países; la Socialist League en 1977, mientras que la mayoría de la Workers' Socialist League se convirtió en el Socialist Group, que asistiría al Undécimo Congreso y finalmente se uniría en 1987.
El congreso, realizado en noviembre de 1979, reunió a 200 delegados de 48 países. Las secciones nacionales continuaron creciendo sobre todo en España, México, Colombia y Francia.
Las resoluciones sobre la situación mundial, América Latina, la liberación de la mujer y Europa Occidental fueron adoptadas en porcentajes abrumadores. El congreso, también, acordó que las secciones deberían ejecutar un giro hacia la industria y abrió una discusión sobre el lugar del pluralismo político en la Democracia Socialista, que continuaría hasta 1985.
El debate más disputado en el congreso fue sobre la Revolución Nicaragüense. Se desarrollaron dos puntos de vista dentro del Secretariado Unificado, pero ambos apoyaron al FSLN y abogaron por la construcción de una sección de la Internacional dentro del FSLN. Este planteamiento fue cuestionado por la tendencia de Nahuel Moreno, que se escindió para fusionarse, brevemente, con la tendencia liderada por Pierre Lambert.
Antes de ese Congreso, Nahuel Moreno, que estaba exiliado en Bogotá (Colombia), publicó, en febrero de 1979, un documento titulado "La dictadura revolucionaria del proletariado",  que era una respuesta al un proyecto de resolución escrito por Ernest Mandel, titulado: "Democracia socialista y dictadura del proletariado".
En agosto de 1979, el gobierno de la Frente Sandinista de Liberación Nacional expulsó a los miembros de la Brigada Simón Bolívar (BSB), impulsada por el morenismo desde Bogotá, de Nicaragua. Tanto la dirección del Partido Socialista de los Trabajadores (Estados Unidos) como el mandelismo apoyaron esa expulsión. En este contexto, los partidarios de Moreno, agrupados entonces en la Fracción Bolchevique, se retiraron del SU-CI.

## Congreso de 1991
En febrero de 1991, se realizó el Decimotercer Congreso Mundial, que fue uno de los más ambiciosos y abordó un cambio sistemático en el equilibrio de fuerzas global. Sus resoluciones abarcaron el 'Nuevo Orden Mundial', la integración europea, el feminismo y la crisis de la izquierda latinoamericana. Las resoluciones discutieron un cambio fundamental de fortuna para la lucha anticapitalista, reflejado por las derrotas en América Central, las Revoluciones de 1989 en el Bloque del Este y el debilitamiento del movimiento obrero.
El congreso rechazó una contrarresolución sobre la situación mundial de una tendencia apoyada por miembros del International Socialist Group (Reino Unido) y de la Ligue Communiste Révolutionnaire, que sostenía que la crisis del imperialismo estaba destinada a acelerarse.
Pero se acordó continuar la discusión de una resolución: Socialist revolution and Ecology, que fue aprobada provisionalmente sujeta a aprobación en el XIV Congreso.
El congreso también aprobó la línea general de un manifiesto programático, titulado: "Socialismo o barbarie en vísperas del siglo XXI" y continuar su discusión en la reunión de enero de 1992 del Comité Ejecutivo Internacional. También registró un crecimiento sustancial a través de la afiliación del Nava Sama Samaja Party (Sri Lanka).

## Congreso de 1995
El período posterior a 1991 fue cada vez más desfavorable para los marxistas.
En junio de 1995, se realizó, en Bélgica, el Decimocuarto Congreso Mundial que abordó el colapso final de la URSS y el realineamiento resultante en los Partidos Comunistas y el movimiento obrero internacional.
Estuvieron presentes 150 participantes de 34 países: los delegados de otros nueve países no pudieron asistir. Las principales resoluciones políticas fueron aprobadas por entre el 70% y el 80% de los delegados. Las resoluciones subrayaron el agotamiento histórico de la socialdemocracia y las oportunidades de reagrupamiento político.
En el congreso se formó una tendencia minoritaria, apoyada por miembros del International Socialist Group (Reino Unido) y Socialist Action (EE. UU.) (formada por disidentes del SWP que continuaron abogando por la Revolución Permanente y el trotskismo), que enfatizó la construcción de secciones de la Cuarta Internacional por encima del reagrupamiento.
Las resoluciones del Congreso adoptaron una política de alentar el realineamiento y la reorganización de la izquierda, junto con el apoyo a amplios partidos de lucha de clases como el Partido de la Refundación Comunista en Italia, Gauche Unies en Bélgica, el Parti africain pour la démocratie et le socialisme en Senegal, el Partido de los Trabajadores (Brasil), partidos que también enviaron representantes al congreso. En una reunificación principalmente simbólica, la pequeña organización internacional dirigida por Michel Pablo se reincorporó al Secretariado Unificado en este Congreso Mundial. Pablo y Ernest Mandel morirían poco después.

## Congreso de 2003
En febrero de 2003, se llevó a cabo, en Bélgica, el XV Congreso Mundial, después de una transformación sustancial en las secciones nacionales del Secretariado Unificado.
En muchos países, secciones nacionales del Secretariado Unificado se habían reorganizado como tendencias de partidos políticos más amplios, mientras que el Secretariado Unificado había establecido relaciones amistosas con otras tendencias.
Las resoluciones del congreso fueron debatidas por más de 200 participantes entre delegaciones de secciones, grupos simpatizantes y observadores permanentes de Argentina, Austria, Australia, Bélgica, Brasil, Gran Bretaña, Canadá – Canadá inglés y Quebec, Dinamarca, Ecuador, Euskal Herria (Vasconia), Francia, Alemania, Grecia, Hong Kong, India, Italia, Irlanda, Japón, Líbano, Luxemburgo, Martinica, Marruecos, México, Países Bajos, Noruega, Filipinas, Polonia, Portugal, Puerto Rico, España, Sri Lanka, Suecia, Suiza, Uruguay y EE. UU..
El congreso se destacó por la adopción de importantes textos sobre ecología y sobre la liberación de lesbianas y gais. El decimoquinto congreso adoptó nuevos estatutos que otorgaron los poderes del Secretariado Unificado a dos nuevos comités de la Cuarta Internacional: un "Comité Internacional", que se reúne dos veces al año, y un Buró Ejecutivo (que también se refiere a sí mismo como el Buró Internacional).
Varios años después, el 3 de marzo de 2014, el Comité Internacional de la Cuarta Internacional cuestionó el uso de la expresión: "Comité Internacional de la Cuarta Internacional" para expresar las opiniones del Secretariado Unificado.
Antes del decimosexto congreso mundial, se produjo una división importante en la sección en Brasil. El Secretariado Unificado dudó desde un principio sobre la participación en el gobierno de Lula de un líder de su sección brasileña, y luego dijo que "desde el principio hubo diferentes posiciones sobre... la participación en el gobierno, tanto en la Internacional como en sus filas". Pero una vez que la Democracia Socialista se había decidido por la participación, sin ocultar nuestras reservas y dudas, respetamos tu decisión y tratamos de ayudar en lugar de poner un palo en tu rueda, así que hicimos un esfuerzo para convencer a los compañeros de nuestras propias secciones que lógicamente hablando, la cuestión de la participación en el gobierno debe subordinarse a un juicio sobre las orientaciones del gobierno”. Con el paso del tiempo, la Internacional se volvió más abiertamente crítica con el papel de su sección en el gobierno. Los miembros en Brasil estaban entonces en dos organizaciones diferentes: un grupo mayoritario: Democracia Socialista, que está dentro del Partido de los Trabajadores (Brasil); y una corriente minoritaria (Enlace), que está dentro del Partido Socialismo y Libertad (Brasil), que se opone a la participación en el gobierno capitalista. Sin embargo, en 2006, la Democracia Socialista se retiró de la participación activa en el Secretariado Unificado, dejando el Enlace como la sección brasileña el Secretariado Unificado.

## Congreso de 2010
En febrero de 2010, se realizó, en la Provincia de Flandes Occidental (Bélgica), el XVI Congreso Mundial. Dado que en la etapa preparatoria se estipuló que las resoluciones tendrían como objetivos:
- Establecer lineamientos para el cumplimiento de la doble tarea de construir las secciones nacionales y tomar medidas para ayudar a desarrollar una nueva red internacional;[33]
- Entender mejor la crisis capitalista y su impacto en la situación política mundial;[34]
- comprender las relaciones entre la lucha contra el cambio climático y la lucha por el socialismo (adopción del ecosocialismo)[35][36]

Según Alan Thornett , "Hubo más de 200 delegados, observadores e invitados de alrededor de 40 países", incluidos representantes de Lutte Ouvrière, Marea Socialista y el Nouveau Parti Anticapitaliste (NPA) (organización sucesora de la Ligue Communiste Révolutionnaire). Los delegados vinieron "de Australia a Canadá, Argentina a Rusia, China a Gran Bretaña y el Congo a los Estados Unidos". El congreso cuenta con una participación especialmente fuerte de Asia, incluida la nueva sección rusa, el Movimiento Socialista Vpered, el Labour Party Pakistan, la sección reunificada en Japón y una organización reorientada en Hong Kong.
El decimosexto Congreso Mundial fue el tema de un documental de una hora de Julien Terrie. La película incluye entrevistas con participantes del NPA (Francia), Latit (Mauricio), el Movimiento Socialista de los Trabajadores (Argentina), Dosta (Bosnia y Herzegovina), el PSOL (Brasil), el Labour Party Pakistan (Pakistán), Kokkino (Grecia) y en otros lugares.
En marzo de 2011, la Internacional anunció su apoyo a las fuerzas anti-Gaddafi que lucharon contra el gobierno de Muammar Gaddafi durante la guerra civil libia de 2011. Sin embargo, se opuso a la intervención militar encabezada por la OTAN que apoyó a los rebeldes contra las fuerzas leales a Gaddafi.

## Congreso de 2018
En febrero de 2017 se aprobaron tres textos para abrir la discusión del 17.º congreso mundial. El Congreso tuvo lugar en febrero de 2018 en la Provincia de Flandes Occidental (Bélgica), que eran los siguientes:
1. El texto sobre Globalización capitalista, imperialismos, caos geopolítico y sus implicaciones abordó el tema del campismo: “lleva a alinearse en el campo de una potencia capitalista (Rusia, China) – o por el contrario en el campo occidental cuando Moscú y Beijing son vistos como la principal amenaza. De esta manera se fomenta el nacionalismo agresivo y se santifican las fronteras heredadas de la era de los “bloques”, cuando son precisamente las que debemos borrar”.[40] Fue aprobado por 109 votos a favor, 5 en contra y 1 abstención.
2. El documento Convulsiones, enfrentamientos y alternativas sociales concluyó que: “La cuestión clave en los próximos años será no sólo organizarse adecuadamente para contrarrestar los ataques sufridos, sino también la capacidad política para construir, junto a las movilizaciones sociales, un movimiento político de emancipación”. capaz de desafiar frontalmente al capitalismo".[40] Fue aprobado por 108 votos a favor, 5 en contra, 1 abstención.
3. La resolución sobre El papel y las tareas, que explicó que "En 2010, nuestro énfasis había pasado en gran medida de enfatizar las posibles relaciones con organizaciones de izquierda de diferentes tipos ya existentes a reconstruir la izquierda". En el período anterior había aprendido que los reagrupamientos revolucionarios "sobreviven cuando hay acuerdo sobre las tareas en la situación nacional". Sin embargo, habían aparecido pocos partidos amplios de izquierda. Sin embargo, si bien estos no solían plantear la cuestión del poder, "el hecho de no aprovechar las oportunidades que surgen cuando se puede lograr un avance cualitativo o cuantitativo en el ensamblaje de fuerzas útiles para la lucha de clases tendrá un efecto negativo duradero".[41] Se aprueba por 106 votos a favor, 6 en contra, 3 abstenciones.

Una cuarta resolución sobre La destrucción capitalista del medio ambiente y la alternativa ecosocialista presentada por la Comisión de Ecología y refrendada por la Mesa saliente, que fue aprobada por 112 votos a favor, 1 en contra y 2 abstenciones. Sostiene que “La lucha por la defensa del planeta y contra el calentamiento global y el cambio climático requiere de la coalición más amplia posible que involucre no solo el poder de los movimientos indígenas y el movimiento obrero sino también los movimientos sociales que se han fortalecido y radicalizado en los últimos años y han jugó un papel cada vez mayor en el movimiento climático en particular".
Dos resoluciones no fueron adoptadas en el congreso:
1. Una propuesta de resolución, nombrada como: Nueva era y tareas de los revolucionarios proponía un enfoque paciente ya largo plazo del reagrupamiento revolucionario como alternativa a la reconstrucción de la izquierda. Sostuvo que el reagrupamiento necesitaba "un trabajo político y programático que solo puede ser colectivo y requiere tiempo y energía, pero es una tarea indispensable e ineludible".[43] Esta propuesta de resolución fue rechazada por el Congreso Mundial por 1 voto a favor, 95 en contra y 16 abstenciones.
2. Una otra propuesta de resolución, que fue presentada por la “Plataforma por una Internacional Revolucionaria”, abogó por "una movilización conjunta de la clase trabajadora y los oprimidos, llevando un Gobierno de los Trabajadores al poder, para destruir el estado burgués apoyándose en órganos autoorganizados que surjan de la movilización de nuestra clase en alianza con todos los sectores de los oprimidos"."[44] Fue rechazada por 6 votos a favor, 105 en contra y 3 ausencias.

## Actualidad
Hoy en día el Secretariado Unificado tiene diputados nacionales en Alemania, Dinamarca y Portugal; y Soren Sondegaard (Red-green Alliance, Dinamarca) fue elegido en el Parlamento Europeo 2009. Actualmente sus secciones más importantes son Izquierda Crítica de Italia, Rebolusyonaryong de Filipinas y Nava Sama Samaja de Sri Lanka. Cabe destacar también su participación en la creación del Nuevo Partido Anticapitalista de Francia.

## Secciones
| País               | Partido                                                                                         | Sigla | Sitio |
| ------------------ | ----------------------------------------------------------------------------------------------- | ----- | --- |
| Alemania           | Internationale Sozialistische Organization                                                      | ISO   | ISO - Die Internationale - Facebook                                                                                     |
| Argelia            | Parti Socialiste des Travailleurs                                                               | PST   | Parti Socialiste des Travailleurs                                                                                       |
| Argentina          | Democracia Socialista (simpatizante)                                                            | DS    | Democracia Socialista                                                                                                   |
| Argentina          | Marabunta (observadora)                                                                         |       | MARABUNTA |
| Australia          | Socialist Alternative                                                                           | SA    | Socialist Alternative - Red Flag - Socialist Alternative - Red Flag (Facebook)                                          |
| Austria            | Sozialistische Alternative                                                                      | SOAL  | SOAL |
| Bangladés          | Communist Party of Bangladesh (Marxist–Leninist)                                                |       | |
| Bélgica            | Gauche Anticapitaliste (Bélgica)                                                                | GA    | Gauche Anticapitaliste - SAP – ANTIKAPITALISTEN - Facebook                                                              |
| Brasil             | Centelhas (tendencia interna del PSOL)                                                          |       | Centelhas (Instagram)                                                                                                   |
| Brasil             | Insurgência (tendencia interna del PSOL)                                                        |       | Insurgência - Insurgência (Facebook)                                                                                    |
| Brasil             | Movimento de Esquerda Socialista (tendencia interna del PSOL)                                   | MES   | Revista Movimento - MES                                                                                                 |
| Brasil             | Rebelião Ecossocialista (tendencia interna del PSOL)                                            |       | Rebelião Ecossocialista - Rebelião Ecossocialista (Instagram)                                                           |
| Brasil             | Subverta (tendencia interna del PSOL)                                                           |       | Subverta - Subverta (Facebook)                                                                                          |
| Cachemira (región) | Jammu Kashmir Awami Workers’ Party                                                              |       | Jammu Kashmir Awami Workers’ Party (Facebook)                                                                           |
| Canadá             | Gauche Socialiste                                                                               | GS    | Press gauche - La Gauche                                                                                                |
| Canadá             | New Socialist Group                                                                             | NS    | New Socialist - New Socialist (Facebook) - Ottawa New Socialists (Facebook)                                             |
| Cataluña           | Anticapitalistes                                                                                |       | Anticapitalistes - Anticapitalistes (Facebook)                                                                          |
| Chile              | Tendencia Socialista Revolucionaria                                                             | TSR   | Perspectiva Socialista                                                                                                  |
| Córcega            | A Manca (observadora permanente)                                                                |       | A Manca - A Manca (Facebook)                                                                                            |
| Colombia           | Movimiento Ecosocialista de Colombia                                                            |       | Movimiento Ecosocialista de Colombia                                                                                    |
| Croacia            | Radnicka Borba                                                                                  |       | Radnicka Borba - Radnička Borba                                                                                         |
| Dinamarca          | Socialistisk Arbejderpolitik                                                                    | SAP   | SAP - Socialistisk Information                                                                                          |
| España             | Anticapitalistas (organización política)                                                        |       | Anticapitalistas - Poder Popular - Anticapitalistas (Facebook) - Antikapitalistak                                       |
| Estados Unidos     | Socialist Action                                                                                |       | Socialist Action - Socialist Action (Facebook)                                                                          |
| Estados Unidos     | Solidarity (simpatizante)                                                                       |       | Solidarity - against the current - Solidarity (Facebook)                                                                |
| Filipinas          | Rebolusyonaryong Partido ng Manggagawa -(Mindanao) (Partido Revolucionario de los Trabajadores) | RPM-M | Partido Revolucionario de los Trabajadores                                                                              |
| Francia            | Ensemble                                                                                        |       | Ensemble Archivado el 22 de abril de 2017 en Wayback Machine. - Ensemble (Facebook)                                     |
| Francia            | Nouveau Parti Anticapitaliste                                                                   | NPA   | Nouveau Parti Anticapitaliste - L'Anticapitaliste                                                                       |
| \|Grecia           | TPT - Fourth International Programmatic Tendency                                                | TPT   | International Programmatic Tendency                                                                                     |
| \|Grecia           | OKDE-Spartakos                                                                                  | TPT   | OKDE-Spartakos - |
| Hong Kong          | Pioneer                                                                                         |       | Pioneer |
| India              | Radical Socialist                                                                               |       | Radical Socialist - Radical Socialist (Facebook)                                                                        |
| Indonesia          | Politik Rakyat (observador permanente)                                                          |       | Politik Rakyat |
| Italia             | Sinistra Anticapitalista                                                                        |       | Sinistra Anticapitalista - Sinistra Anticapitalista (Facebook)                                                          |
| Italia             | Communia Network                                                                                |       | - Communia Network - Communia (Facebook)                                                                                |
| Japón              | Japan Revolutionary Communist League                                                            | JRCL  | JRCL |
| Marruecos          | al Mounadila                                                                                    |       | al Mounadila |
| México             | Partido Revolucionario de los Trabajadores                                                      | PRT   | Partido Revolucionario de los Trabajadores - Partido Revolucionario de los Trabajadores Sec. mexicana IV Internacional. |
| Países Bajos       | Socialistische Alternatieve Politiek                                                            | SAP   | grenzeloos - Grenzeloos                                                                                                 |
| Pakistán           | The Struggle (observador permanente)                                                            |       | [https://fourth.international/asie/160 The Struggle                                                                     |
| Portugal           | Bloco de Esquerda                                                                               |       | Bloco de Esquerda - Esquerda - esquerda.net (Facebook)                                                                  |
| Portugal           | Rede Anticapitalista                                                                            |       | Rede Anticapitalista - Rede Anticapitalista (Facebook)                                                                  |
| Portugal           | Toupeira Vermelha                                                                               |       | Toupeira Vermelha - Toupeira Vermelha (Facebook)                                                                        |
| Puerto Rico        | Democracia Socialista                                                                           | DS    | Democracia Socialista - Democracia Socialista (Facebook)                                                                |
| Reino Unido        | Socialist Resistance                                                                            | SR    | Socialist Resistance - Socialist Resistance (Facebook)                                                                  |
| Rusia              | Movimiento Socialista Ruso                                                                      |       | Российское Социалистическое Движение - Russian Socialist Movement (Facebook)                                            |
| Sri Lanka          | Wame Handa/Left Voice                                                                           |       | Wame Handa |
| Sudáfrica          | Amandla! magacín                                                                                | SP    | Amandla |
| Suecia             | Socialistiska Politik                                                                           | SP    | Socialistiska Politik - Socialistiska Politik (Facebook)                                                                |
| Suiza              | Mouvement pour le Socialisme (observador permanente)                                            |       | Bewegung für den Sozialismus – BFS - A l'lencontre - sozialismus.ch - - Movimento per il socialismo                     |
| Suiza              | Solidarites (observador permanente)                                                             |       | Solidarites - Solidarites (Facebook)                                                                                    |
| Turquía            | Sosyalist Demokrasi için Yeniyol                                                                |       | Imdat Freni - yeniyol - yeniyol (Facebook)                                                                              |